# فرانسوا آرمانه
فرانسوا آرمانه (فرانسوی: François Armanet‎; زادهٔ ۲۹ سپتامبر ۱۹۵۱) روزنامه‌نگار اهل فرانسه و همسر الیزابت کن است.
او نویسنده چندین کتاب از جمله چهار رمان و دو فیلم است.
آرمانه در حال حاضر سردبیر مجله L'Obs است.